# Kari Mette Johansen
Kari Mette Johansen (Fredrikstad, 11 gennaio 1979) è un'ex pallamanista norvegese.
Con la maglia della nazionale norvegese ha vinto l'oro olimpico ai Giochi di Pechino 2008 e di Londra 2012.

## Palmarès

### Club
- EHF Champions League: 1

Larvik: 2010-2011
- Campionato norvegese: 14

Larvik: 2000, 2001, 2002, 2003, 2005, 2006, 2007, 2008, 2009, 2010, 2011, 2012, 2013, 2014
- Coppa di Norvegia: 12

Larvik: 2000, 2003, 2004, 2005, 2006, 2007, 2009, 2010, 2011, 2012, 2013, 2014

### Nazionale
- Oro olimpico: 2

Pechino 2008
Londra 2012
- Campionato mondiale

 Oro: Brasile 2011
 Argento: Francia 2007
 Bronzo: Cina 2009
- Campionato europeo

 Oro: Ungheria 2004
 Oro: Svezia 2006
 Oro: Macedonia 2008
 Oro: Danimarca-Norvegia 2010

### Individuale
- Migliore ala sinistra al campionato europeo: 1

Svezia 2006
- Migliore ala sinistra del campionato norvegese: 1

2008